# Paraminabea kosiensis
Paraminabea kosiensis is een zachte koraalsoort uit de familie Alcyoniidae. De koraalsoort komt uit het geslacht Paraminabea. Paraminabea kosiensis werd in 1992 voor het eerst wetenschappelijk beschreven door Williams. 